# Macrocondyla melanothrix
Macrocondyla melanothrix är en tvåvingeart som beskrevs av Hall 1973. Macrocondyla melanothrix ingår i släktet Macrocondyla och familjen svävflugor. Inga underarter finns listade i Catalogue of Life.